# Діагностична тріада Стімсона
Діагностична тріада Стімсона (англ. Stimson triad) — поєднання трьох симптомів у продромальному періоді кору. 
Названа на честь американського педіатра Філіпа Моена Стімсона (лат. Philip Moen Stimson; роки життя 1888—1971), який вивчав діагностичні ознаки продромального періоду кору задля ранньої діагностики цієї хвороби. Він наголосив, що за наявності поєднання кон'юнктивіту, нежиттю і кашлю під час гарячки лікарю для діагностики кору слід шукати патогномонічний симптом кору — плями Копліка. Надалі це назвали коровою тріадою Стімсона переважно в медичному вжитку Східної Європи.